# Regió de Coquimbo
|  | Per a altres significats, vegeu «Coquimbo (Uruguai)». |

La regió de Coquimbo és una de les setze regions de Xile. Limita al nord amb la Regió d'Atacama, al sud amb la Regió de Valparaíso, a l'est amb la Província de San Juan (Argentina) i a l'oest amb l'oceà Pacífic.